# Megatamainho
Megatamainho é o segundo álbum do músico, ator e diretor brasileiro Gero Camilo, lançado em 2014. Foi produzido por Bactéria, ex-tecladista e guitarrista da banda Mundo Livre S/A, e traz participações de Luiz Caldas, Vanessa da Mata, Otto e Rubi. Gero descreve a música do disco como algo que tem potência "para dança, para celebração". Disse também que não fez esforço para ir em busca de algum gênero, e que isso vem naturalmente "da minha relação com meu gosto, de receber as coisas sem preconceito".
O disco é também uma celebração de seus 20 anos morando em São Paulo, cujo tamanho também inspirou o nome do lançamento e onde ele conheceu os músicos que colaboraram com ele na criação das canções.
A faixa-título fala de fronteiras e foi inspirada por uma conversa de Gero com o ator Caco Ciocler sobre os conflitos entre judeus e palestinos. Já "Chuchuzeiro", composta pelo rapper Criolo, trata de "amor e leveza". Gero afirmou que admira muito a obra dele "e a maneira que ele mostra sua visão política e humana da poesia. A música tem muito a ver com nossas raízes, com o forró, mas sem perder o tom crítico".

## Faixas
Todas as faixas escritas e compostas por Gero Camilo, exceto onde especificado. 
| N.º            | Título                                                  | Duração |  |
| 1.             | "Catarina"                                              | 3:32    |  |
| 2.             | "Meu Diadorim" (participação de Luiz Caldas)            | 4:37    |  |
| 3.             | "A Mensagem"                                            | 4:06    |  |
| 4.             | "Amor em Ode ao Sol" (Cristiano Karnas e Luís Miranda)  | 3:28    |  |
| 5.             | "Infinito Meu"                                          | 4:04    |  |
| 6.             | "Eboé"                                                  | 2:57    |  |
| 7.             | "Cordel em Desacordo" (participação de Vanessa da Mata) | 4:20    |  |
| 8.             | "Elixir de Caum"                                        | 3:19    |  |
| 9.             | "Chuchuzeiro" (Criolo)                                  | 4:07    |  |
| 10.            | "O Amor a Fonte a Poesia" (participação de Otto)        | 4:14    |  |
| 11.            | "Megatamainho"                                          | 5:02    |  |
| 12.            | "This Is Love"                                          | 3:54    |  |
| Duração total: | Duração total:                                          | 47:40   |  |

## Créditos
Músicos
- Gero Camilo - vocais
- Estevan Sinkovitz - guitarra
- Djalma Rodrigues - guitarra
- Bruno Freire - guitarra
- Clayton Barros - violão e viola
- Jô do Vale - Rhodes
- João Carlos (João do Cello) - violoncelo
- Livia Mattos - sanfona
- Hugo Carranca - bateria
- Toca Ogan - percussão
- Marcos Axé - percussão
- Malê - percussão
- Nino Silva - percussão
- Orquídeas do Brasil (ex-banda de apoio de Itamar Assumpção)
- Rumbada (grupo feminino de percussão)

Produção
- Gero Camilo - produção
- Bactéria - produção musical
- Zé Cafofinho - arranjos